# 報道通信社
株式会社報道通信社は大阪府大阪市にある出版社で、経営情報雑誌「リーダーズ・アイ」を発行している企業。

## 出版事業
1994年に国際通信社グループから独立して、雑誌「月刊 VIPジャパン」を創刊。A4判200ページで毎月1日発行。その後、誌名を「報道ニッポン」に変更し、書店流通を開始したが現在は休刊している。
「リーダーズ・アイ」は、報道ニッポンをリニューアルした雑誌で、現在書店にて入手できる。誌面にて紹介された企業はBtoBを目的としたSNS「異業種ネット」にも参加できるのが特徴。2014年4月から電子書籍版も発売を開始している。